# Kuangshan Shuiku
Kuangshan Shuiku är en reservoar i Kina. Den ligger i provinsen Jiangxi, i den sydöstra delen av landet, omkring 95 kilometer sydväst om provinshuvudstaden Nanchang. Kuangshan Shuiku ligger 50 meter över havet. Arean är 4,1 kvadratkilometer. Trakten runt Kuangshan Shuiku består till största delen av jordbruksmark. Den sträcker sig 2,9 kilometer i nord-sydlig riktning, och 4,2 kilometer i öst-västlig riktning.
Genomsnittlig årsnederbörd är 2 092 millimeter. Den regnigaste månaden är maj, med i genomsnitt 337 mm nederbörd, och den torraste är oktober, med 32 mm nederbörd.